# 立川水仙郷

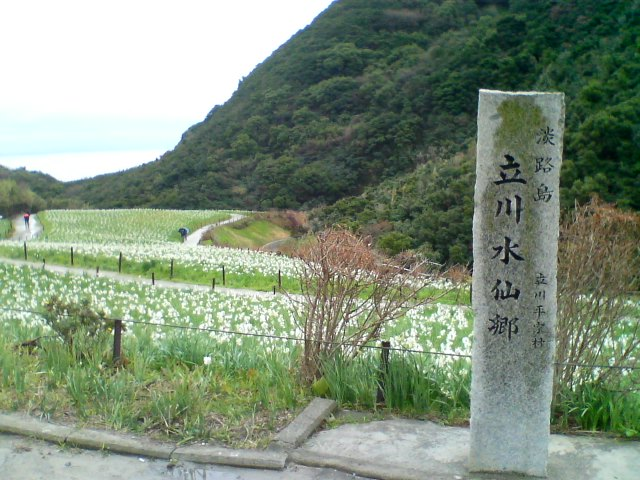
眼下に満開の水仙が広がる（2008年2月撮影）

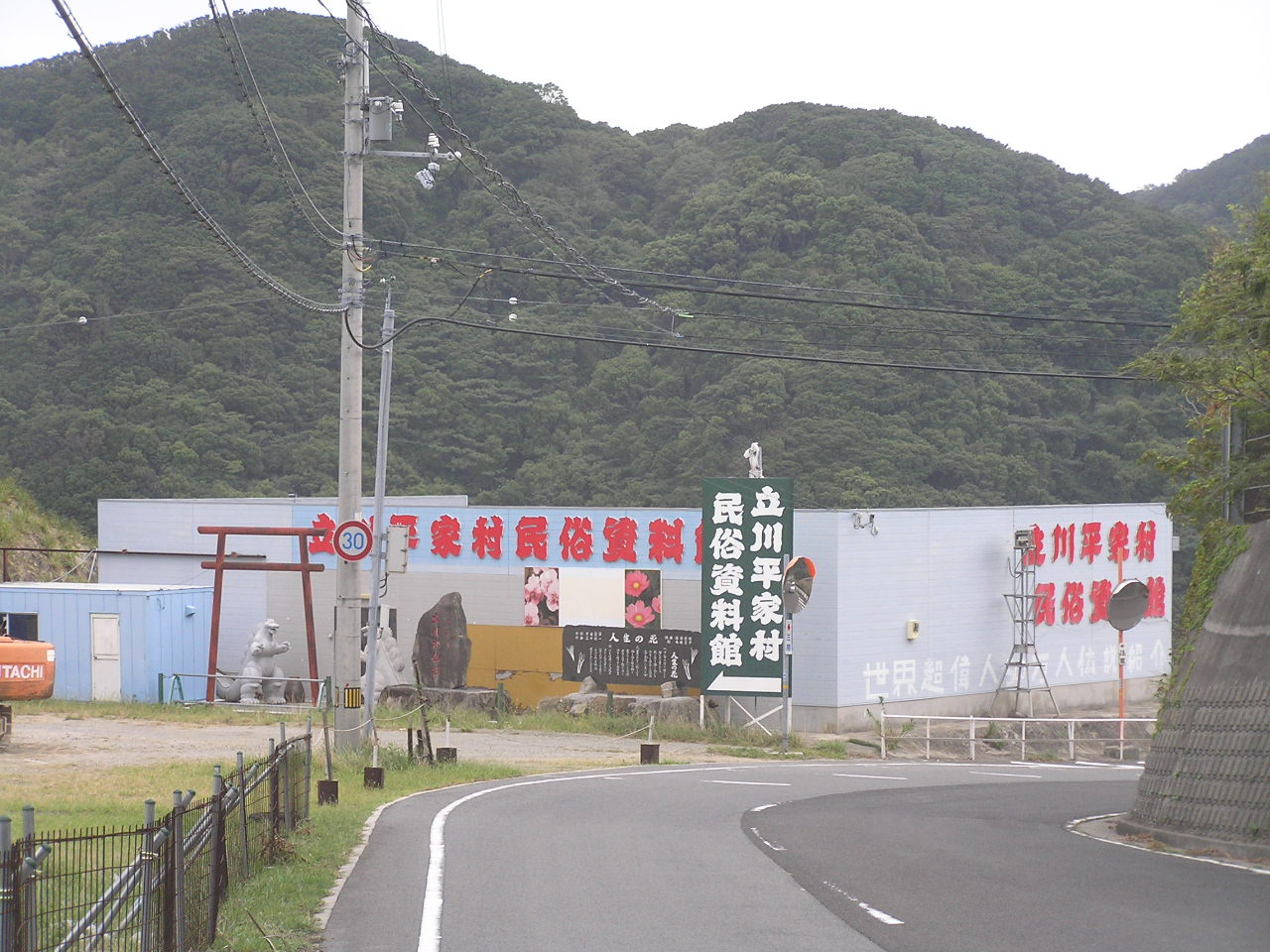
併設されていた民俗資料館と秘宝館

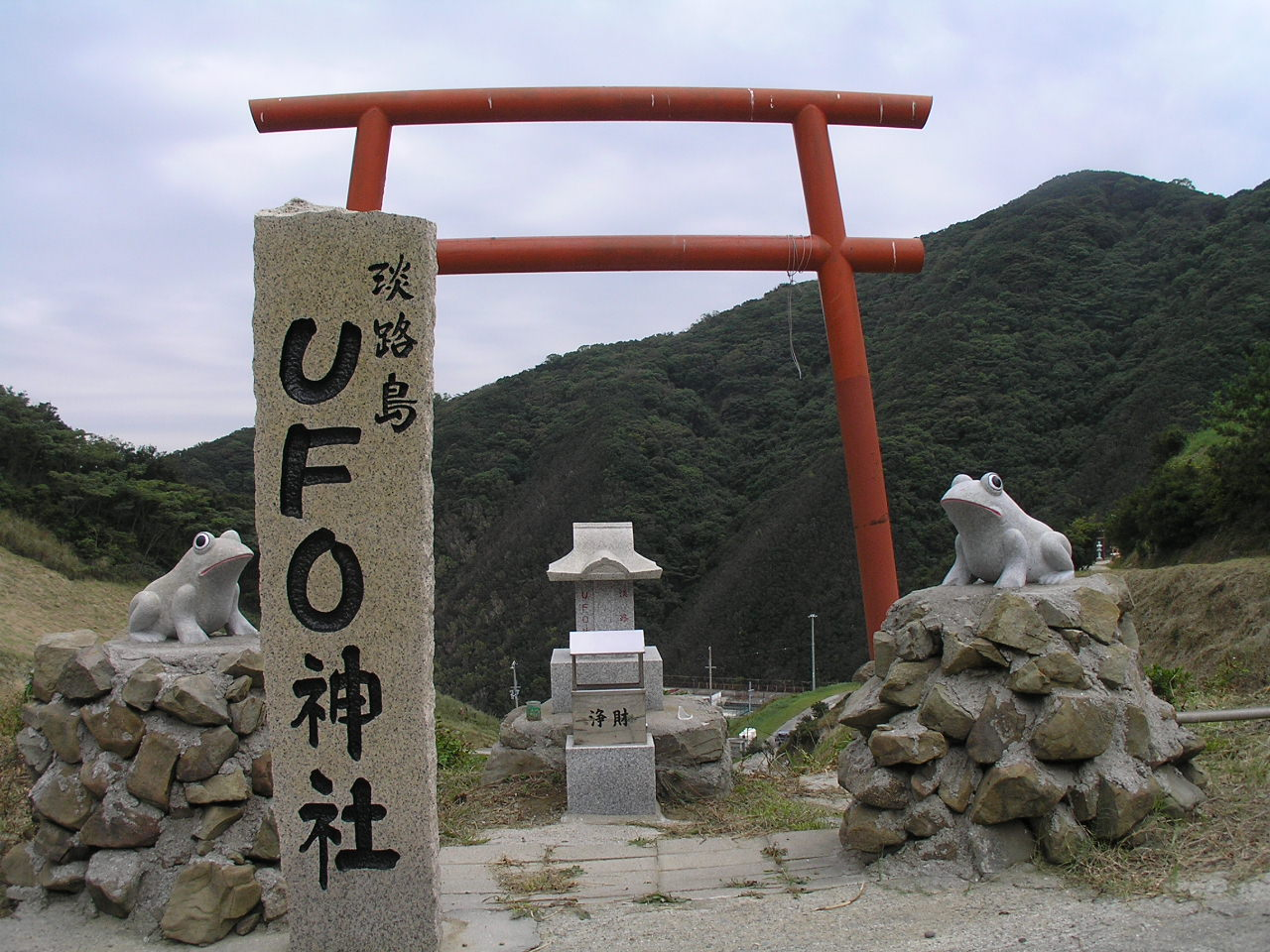
UFO神社

立川水仙郷（たちかわすいせんきょう）は、兵庫県洲本市由良町由良にあった観光名所である。

## 概要
1967年開業。水仙の名所として古くから知られる一方で、テレビメディアの影響で併設の施設も有名になった（後述）が、2023年9月2日に閉館した。

### 水仙畑
南あわじ市の灘黒岩水仙郷と並び淡路島2大水仙郷の1つと銘打っている。1月から2月にかけて、約500万本の水仙が太平洋に面した南向き斜面一面に咲き誇り、独特の甘い香りを漂わせる。灘黒岩がニホンスイセン一種の純粋な自生地なのに対して立川は栽培による植栽がほとんどの観光農園であり、品種も地中海原産が多くを占める外来種である。なお、灘黒岩が公営であるのに対し立川は私営である。
水仙畑は全国的に知られ、多くの写真集やガイドブックに記載がある。

### 秘宝館
「ハーハー笑うところ」「3倍おもしろい」といったキャッチコピーの看板とともに「UFO神社」「淡路島ナゾのパラダイス（秘宝館）」などの施設が併設されている。水仙は時期が限られるため、通年で客を呼び込む目的で、館長の東田芳高が1980年代初頭に開設した。「おしべとめしべのことをまなぶところ」と書かれた建物の内部に入れば、木彫りの長さ3mもの男根や立川（たつこ）神社をはじめ、東田が日本全国から集めた性にまつわる珍品、奇品の類が所狭しと並ぶが、これらはすべて東田が古物収集の趣味が高じ、性的なものまでも集めていたものである。またA4判で約500枚ほどの館長が妄想にふけりながら書いたという手書きの格言集が壁一面に貼られる。落書き帳は来館記念として館内に置かれ、落書きは館内に展示される。
1989年11月4日、朝日放送テレビ『探偵!ナイトスクープ』でこの秘宝館が「淡路島ナゾのパラダイス」として桂小枝によって紹介され話題を呼び、内部にはナイトスクープで紹介されたことを伝えるポスター（ただし「ナイトスプーク」と誤記されている）と調査のクライマックスで小枝探偵が書いた「あ〜たのしかった! 岡部まり」の落書きや記念碑などが置かれた。「パラダイス」シリーズはその後、同番組内で人気シリーズに発展したが、「淡路のパラダイス」はその元祖となった。DVD（Vol.3 上岡局長クラシック 淡路島のパラダイス編 110分）にも収録されている。当初の名称は「淡路島秘宝館」だったが、放送以降は現在の「ナゾのパラダイス」に変えた。18歳未満は入場できない。
開設した初代館長の後を継いだ2代目館長（初代館長の長男）が急死したことにより、2023年9月2日に閉館した。その後、同年12月29日から12月31日にかけて3日間限定で臨時営業し、「ナゾのパラダイス」のみを公開した。2024年も不定期で期間限定で臨時営業を行っている。

## ギャラリー

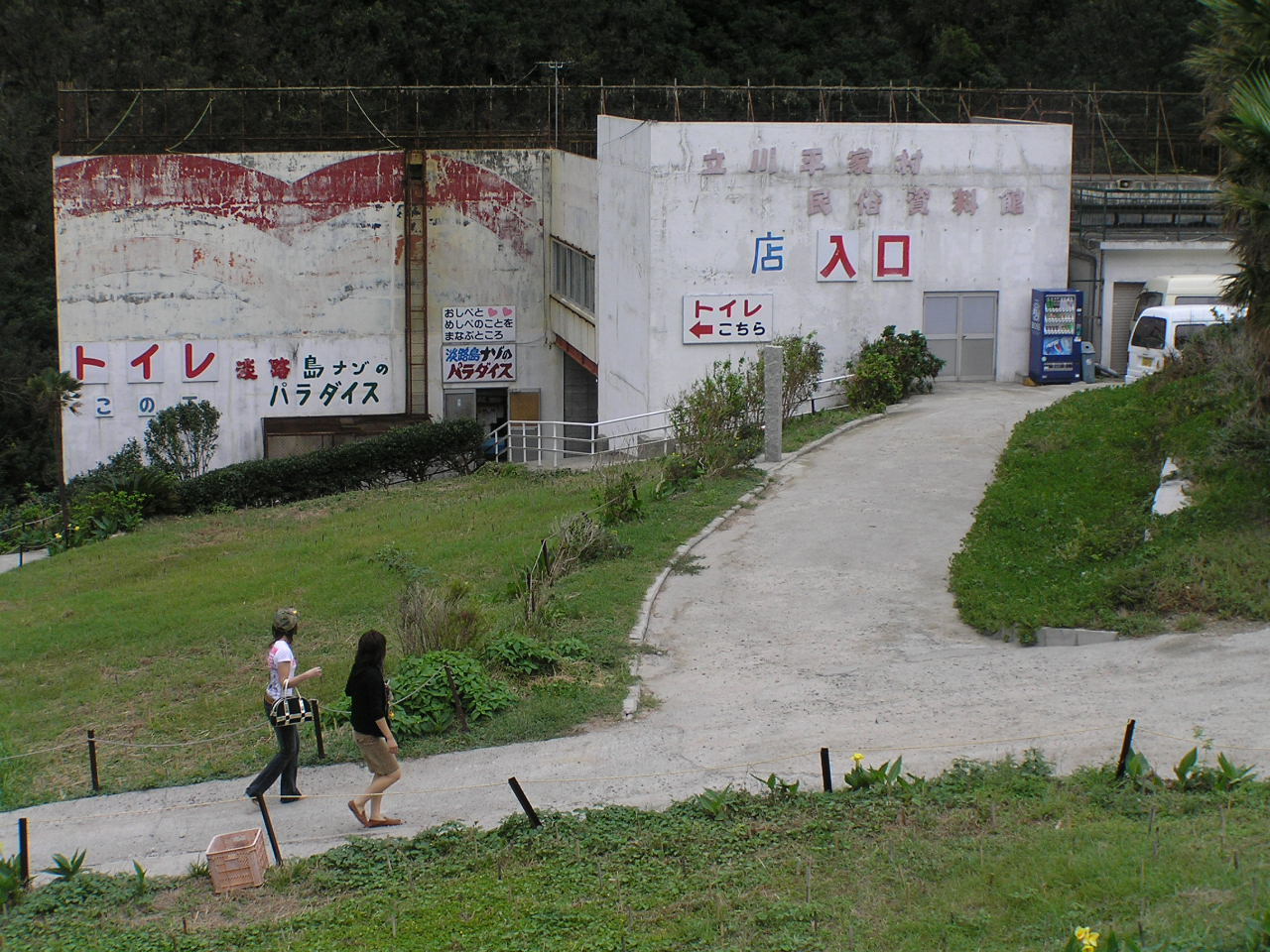
パラダイス全景
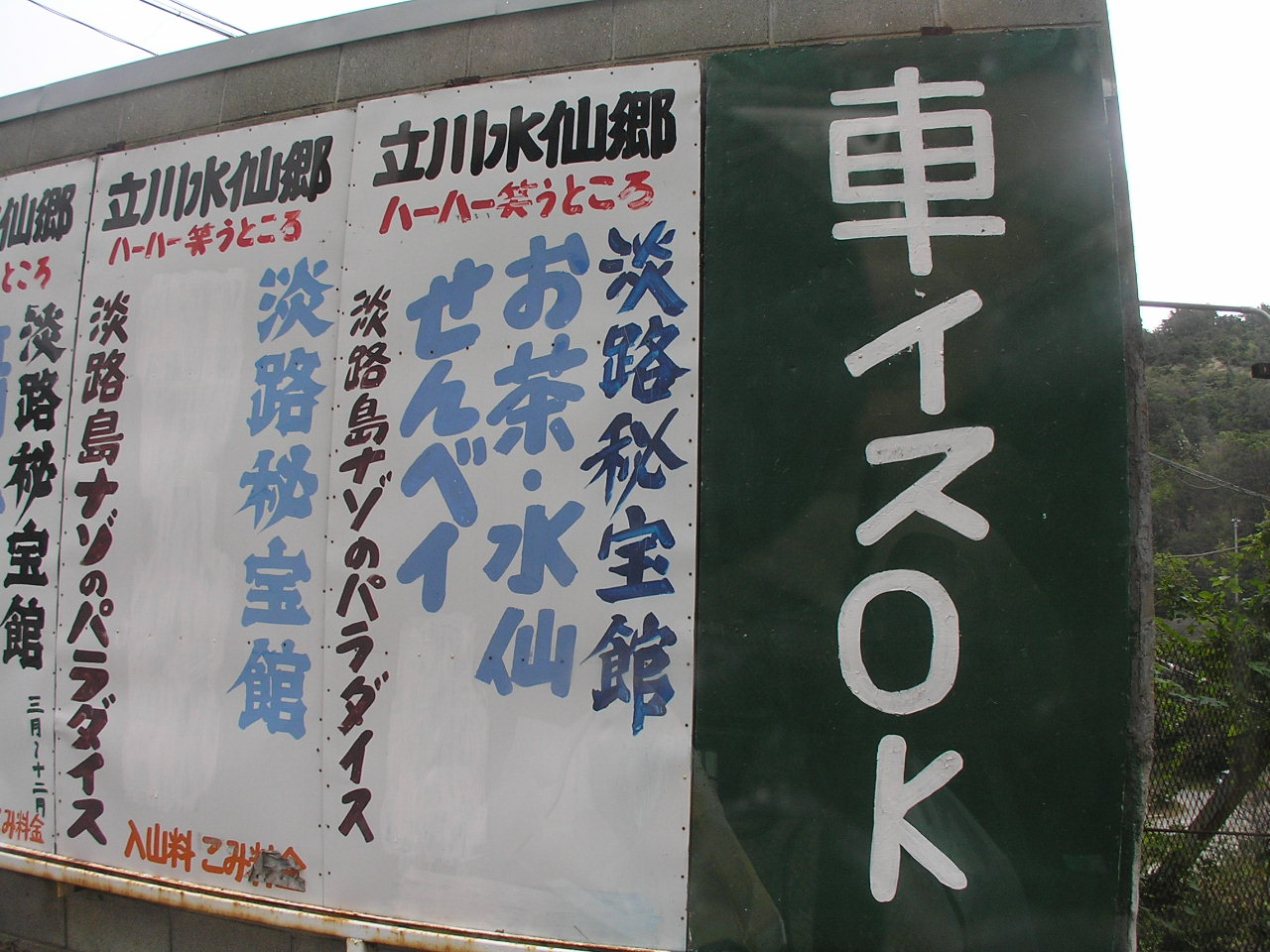
立川水仙郷入り口
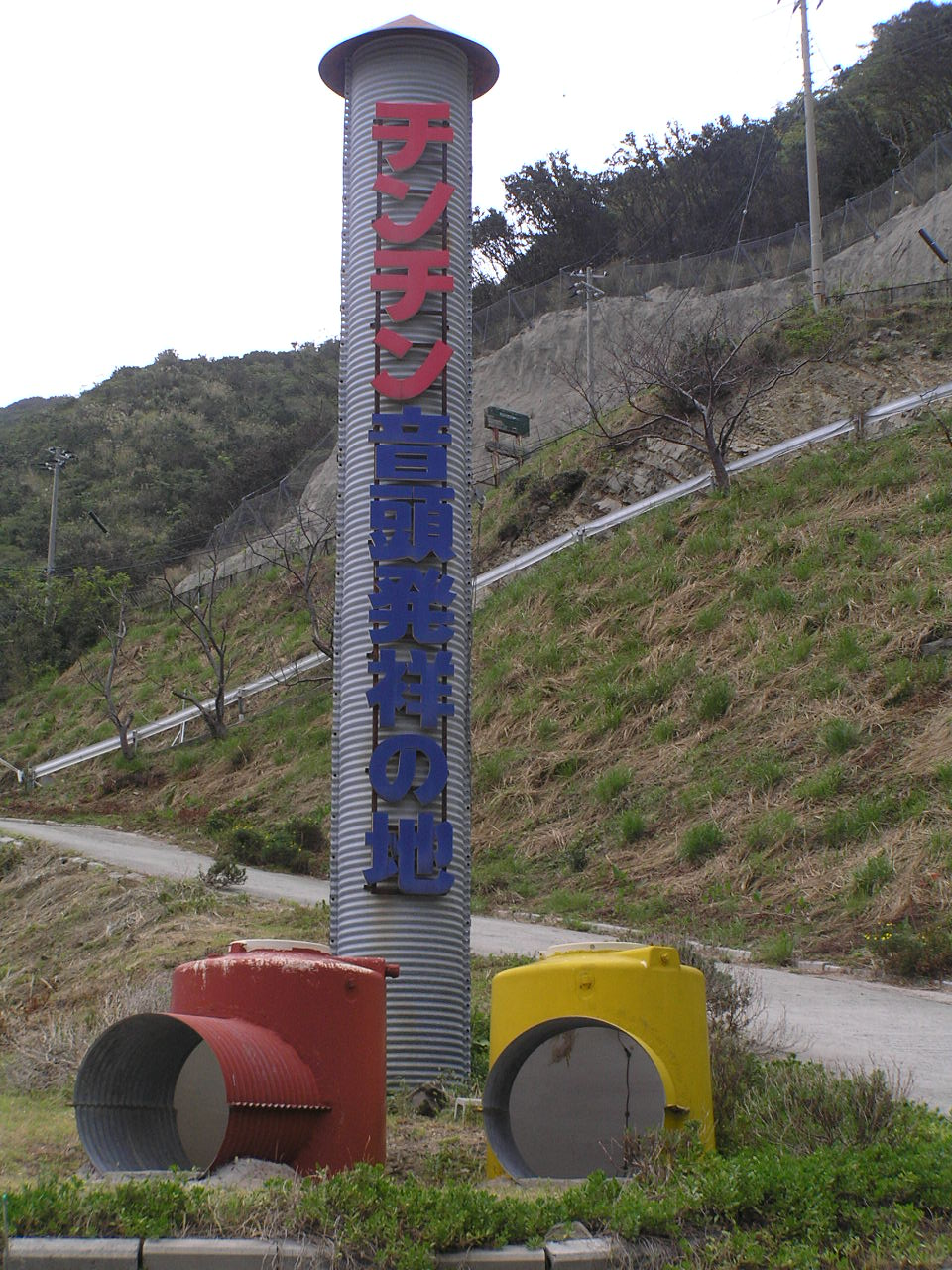
オリジナル音頭発祥記念碑
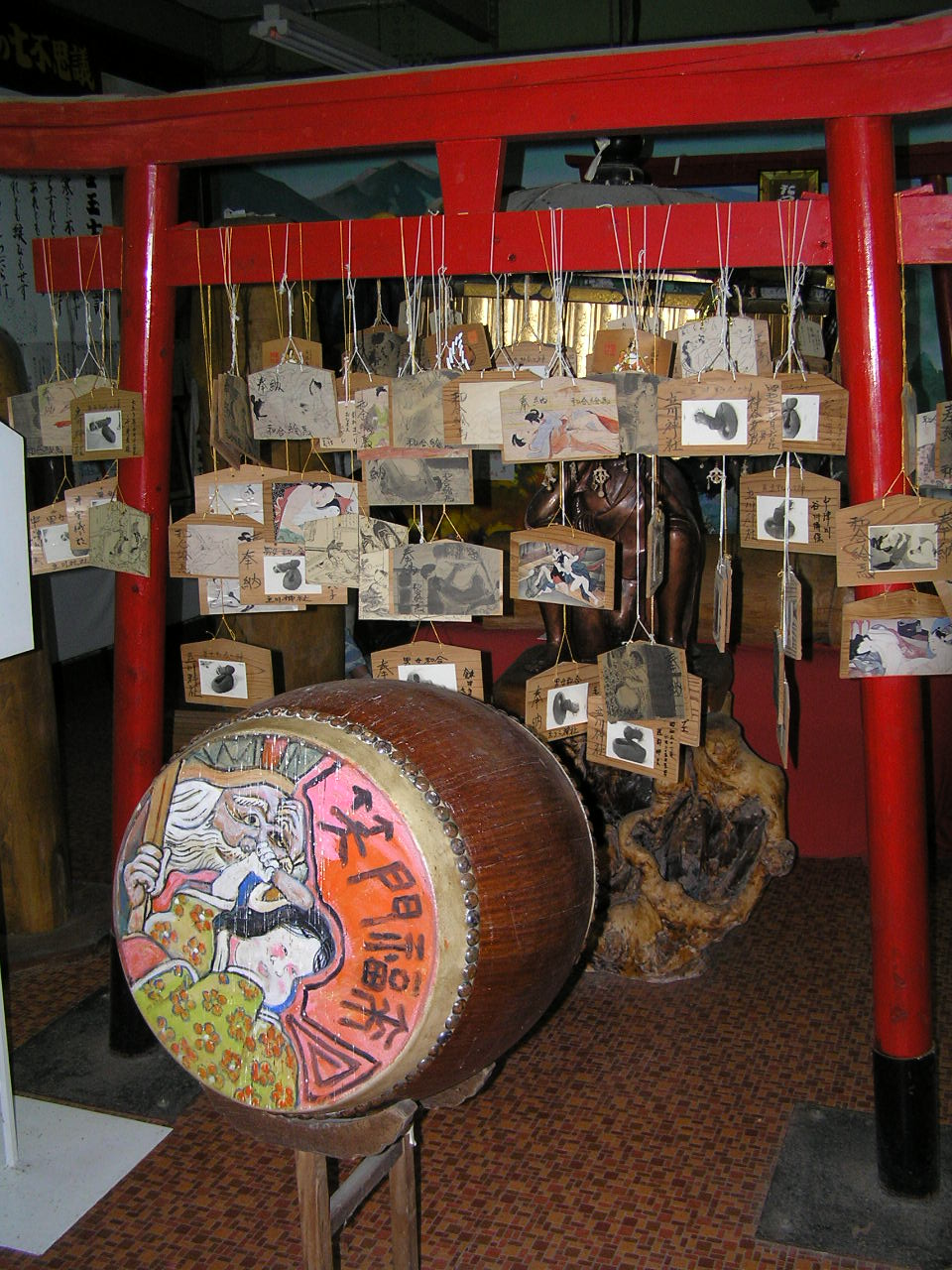
パラダイス内の立川神社
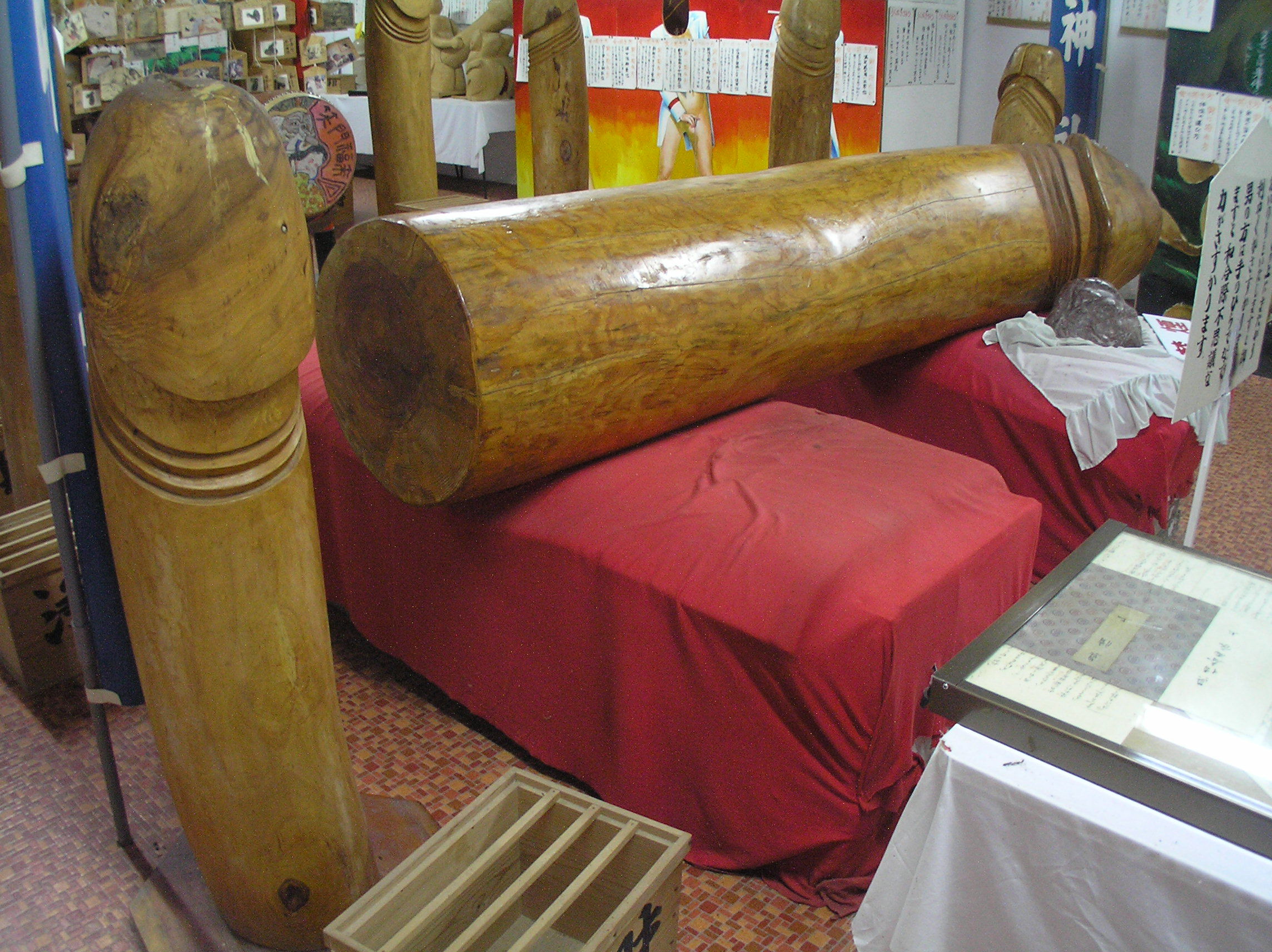
立川神社御神体
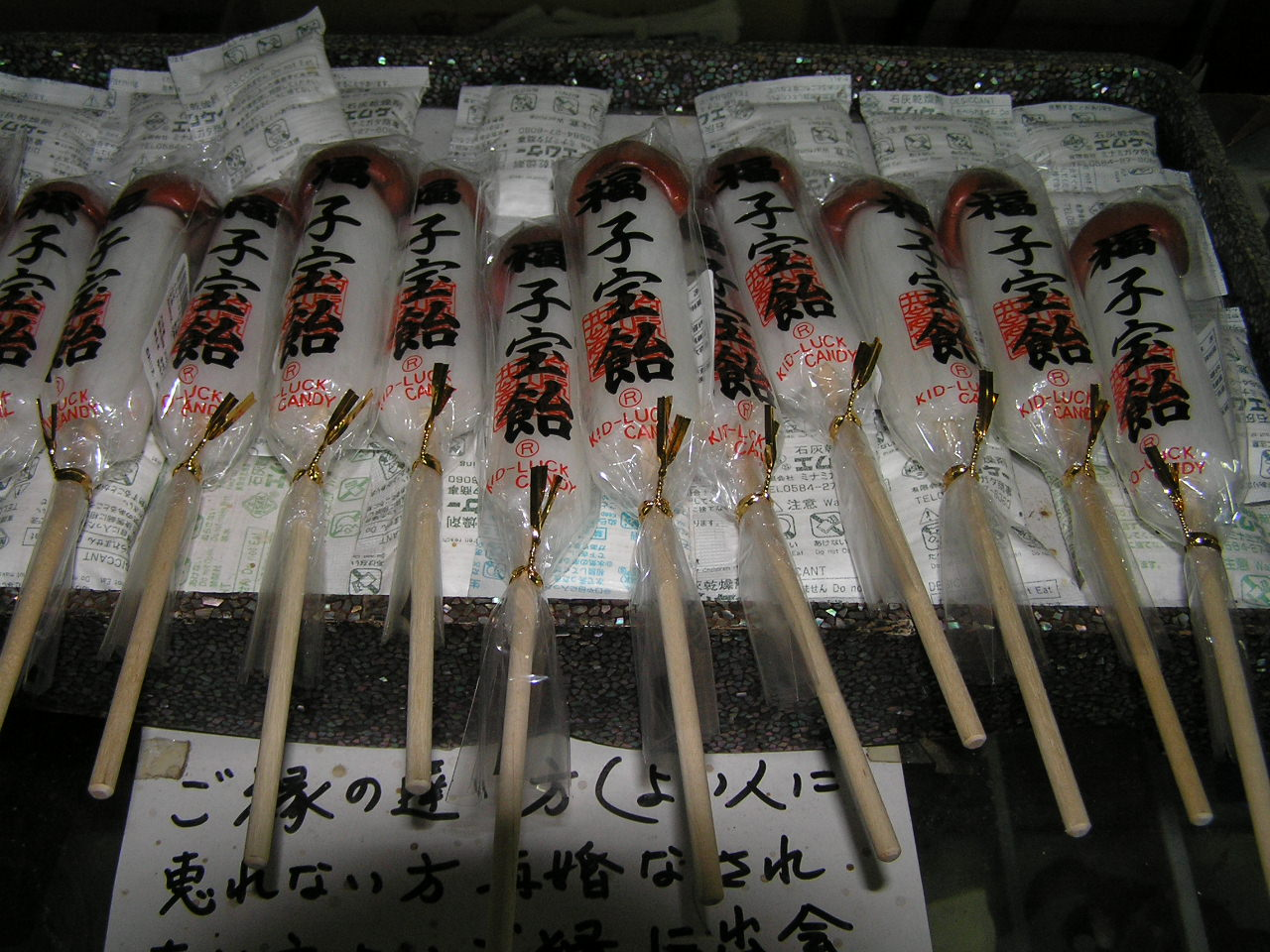
子宝飴
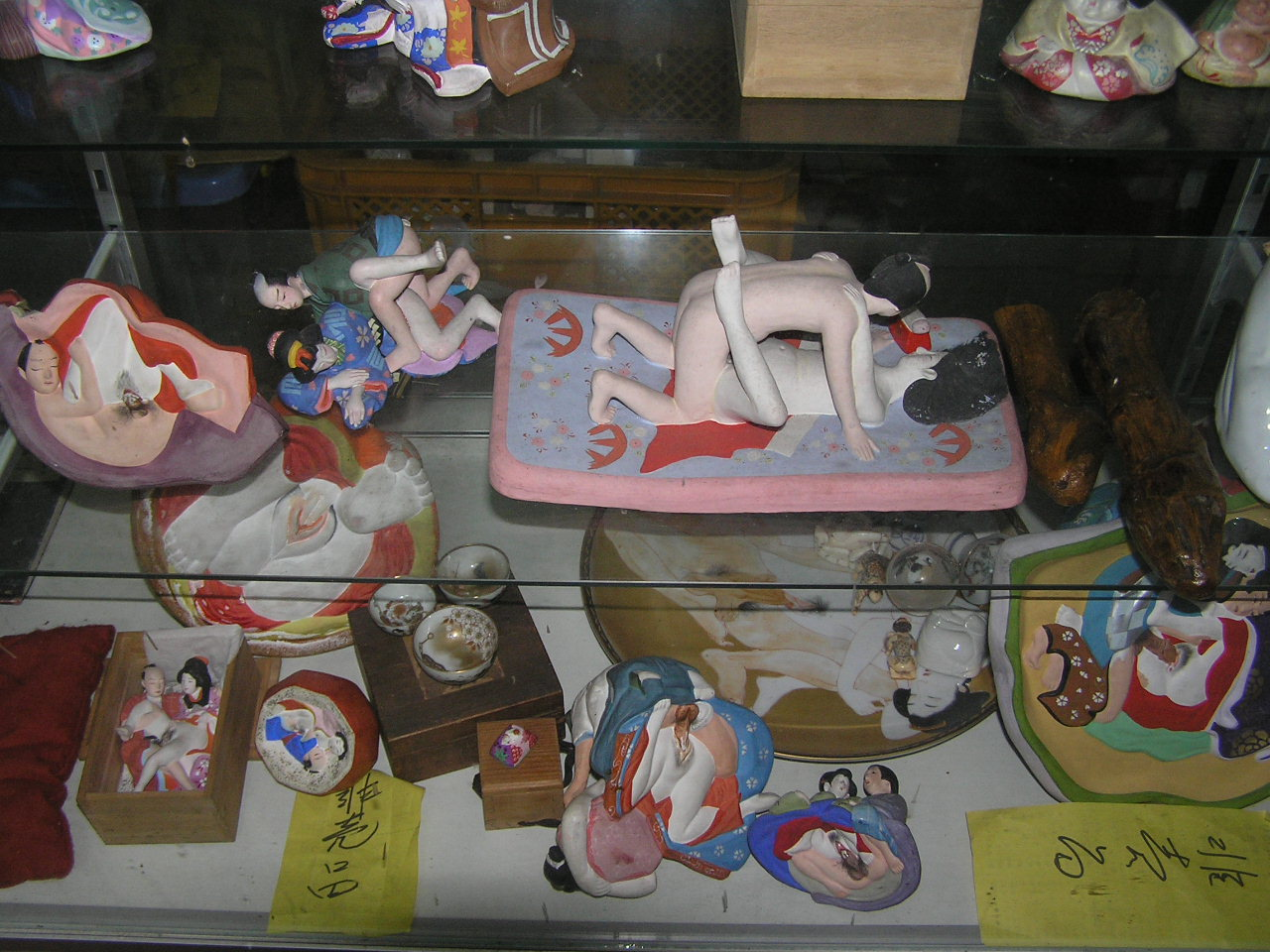
パラダイスおもちゃ類
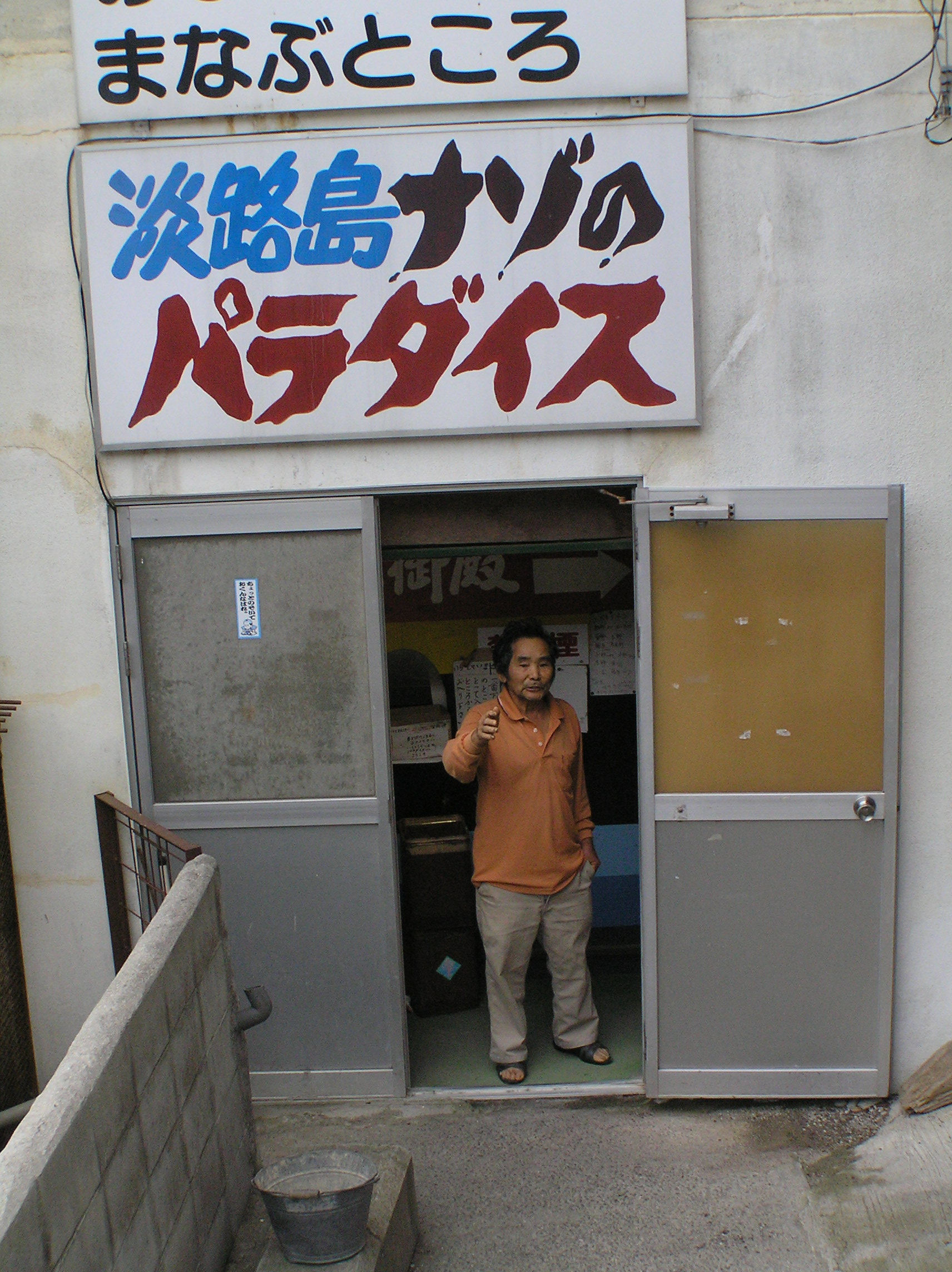
パラダイス入口

## 所在地
- 兵庫県洲本市由良町由良2877-22[2]

## 交通
- 神戸淡路鳴門自動車道淡路島中央SICまたは洲本ICから由良・灘方面へ車で約40分
- 洲本バスセンターから洲本市コミュニティバス上灘・沼島線で28分「立川水仙郷」下車（注: 1日4便のみ）
- かつては12月下旬～2月下旬まで 洲本温泉宿泊者限定水仙シャトルバス[8]の運行があったが、コロナの影響で廃止となった[9]。